# Neufmaisons
Neufmaisons è un comune francese di 249 abitanti situato nel dipartimento della Meurthe e Mosella nella regione del Grand Est.

## Storia

### Simboli
La banda rossa in campo d'oro e gli alerioni sono simboli della Lorena, il numero nove riprende il nome della località.

## Società

### Evoluzione demografica
Abitanti censiti